# Harumi Kori
Harumi Kori (郡 晴己 Kori Harumi?, nacido el 17 de agosto de 1953) es un exfutbolista japonés y entrenador.

## Clubes

### Como entrenador
| Club        | País  | Año  |
| ----------- | ----- | ---- |
| Vissel Kobe | Japón | 1998 |